# Suiza en los Juegos Paralímpicos de Turín 2006
Suiza estuvo representada en los Juegos Paralímpicos de Turín 2006 por un total de 20 deportistas, 18 hombres y dos mujeres.

## Medallistas
El equipo paralímpico suizo obtuvo las siguientes medallas:
| Nombre      | Deporte      | Evento                           |
| ----------- | ------------ | -------------------------------- |
| Oro         |              |                                  |
| —           |              |                                  |
| Plata       |              |                                  |
| Thomas Pfyl | Esquí alpino | Eslalon de pie masculino         |
| Bronce      |              |                                  |
| Thomas Pfyl | Esquí alpino | Eslalon gigante de pie masculino |